# 平原ゆか
平原 ゆか（ひらはら ゆか ）は、日本の女優。愛称はぴり。

## 人物
- 出身地：東京都
- 好きなこと:観劇、アニメ鑑賞、アクセサリー製作、占い(タロットカードなど)
- 好きなもの:クマ、ポポくん(愛犬)、クマのぬいぐるみ（ジェラトーニ）
- 特技：走ること
- 好きな漫画：弱虫ペダル
- 好きな食べ物：白いご飯、日本酒（特に景虎）、辛い物（ペヤングThe ENDが平気）
- 好きなファッション：ボーイッシュ、だぶだぶした服
- 好きなブランド：Gucci、Burberry（香水）、MOSCHINO、Acne Studios（パンツ）、gelato pique（パジャマ） 、PRADA、AHKAH（ネックレス）、CHROME HEARTS、L’OCCITANE（シャンプー、トリートメント）
- 好きな男性のタイプ：自分に優しくしてくれる、料理が上手、仕事が好き、独特な感性がある、自分の事が好き
- （情報は聞き込みより）

## 出演
(情報は一部公式ホームページを参照)

### CM
- プレミアムモルツPV - OL 役
- タカラレーベルCM「日めくりカレンダー」
- アイフルCM マラソン編 - ランナー 役
- ソフトバンクPV - CS 役

### 舞台
- ゲキとエイコ - エンゲキ夫人 役
- 戦国シェイクピアBASARA -  楓 役
- 劇団時間制作『きっとまた明日はくる』（2015年7月15日 - 20日、Aチーム 明石スタジオ） - 園谷伊織 役
- 劇団時間制作『震えた声はそこに落ちて』（2016年11月2日 - 12日、Aチーム 劇場MOMO） - 高松百合枝 役
- ジュブナイル（2017年1月21日 - 22日、北千住THEATRE1010） - エンヴィ 役[1]
- SECOND･N PRODUCE『SEVENMEN SIXWOMEN』（2017年8月29日 - 9月3日、千本桜ホール） - 小池千春 役
- フライドBALL企画『マクラが終われば』（2017年12月21日 - 24日、明石スタジオ） - 内藤ちえ 役[2]
- 華枕～願い巡りて～（2018年4月11日 - 15日、ラゾーナ川崎プラザソル） - スイセン 役
- 悪魔の婚礼 - [3]シングルキャスト
- 白と黒の同窓会～まさかのダブルブッキング篇～」
- 朝劇明大前「GOOD TIME LOVE」ゲスト出演
- 楽園の女王（2019年5月29日 - 6月4日、新宿シアターモリエール） - マリア 役
- Cafe Neo:ROID 外伝舞台『機械少女の献身～Memory of Automata～』珉兎(ミント)役
- 朗読劇「メロスとユダ」木星劇場
- 舞台「ある日の通り雨と共に。」（2019/8/21～25  新宿村LIVE）
- 舞台「ノック・オーバー」（2019/9/24～29  ウッディーシアター中目黒）
- 舞台「禽獣のクルパーAvalonー」（10/30～11/4 　TACCS1179）牛呂ケイ役
- 舞台「純潔の女王」（2019/12/18～22  六行会ホール）　死神　マリア役
- 舞台「楽屋～流れ去るものはやがてなつかしき～」出演女優D役
- 実弾生活　THE BEST
- Daisy times produce「夏の泡沫、波に消えて」プロデュース補助　キャスティング　久住咲希役
- カラスカ公演『約束のチバーランド』に出演　　雪野エリサ役
- フリスティエンターテインメント公演　『招き猫のバンケット~栄正夢幻目録~』出演　【脚本・演出】　江戸川崇(カラスカ)
- E-Stage Topiaプロデュース『VALENT』（2024年2月7日 - 11日、ザ・ポケット）[4]

### モデル
- ニチイ学館 スチールモデル
- 健康ドリンク 広告モデル

### アイドル
- 愛夢GLTOKYO ユーカリピリカ
- Kちゃん GANG Babys  ショッキングピンク担当　　雷神の落とし子　ゴールドサンダー ぴり

### YuPiMa！
舞台女優の植野裕美、平原ゆか、山本真夢の演劇ユニット
twitter

### 配信イベント&ファンミーティング
- 朗読劇「えんとつ町のプペル」や、「夏の泡沫、波に消えて」のアフターエンドトーク
- 「クリスマスカレイド・パーティー」 演出:津田幹土 原作:水田琴美/潤色：植野祐美 短編公演×ミニイベント！